# Guido Burgstaller
Guido Burgstaller (sinh ngày 29 tháng 4 năm 1989) là tiền đạo người Áo đang chơi cho câu lạc bộ Schalke 04 của Đức.

## Thống kê sự nghiệp

### Câu lạc bộ
Tính đến 18 tháng 5 năm 2019.
| Câu lạc bộ          | Mùa giải            | Giải đấu            | Giải đấu | Giải đấu | Cúp quốc gia | Cúp quốc gia | Châu Âu | Châu Âu | Khác | Khác | Tổng cộng | Tổng cộng |
| Câu lạc bộ          | Mùa giải            | Hạng                | Trận     | Bàn      | Trận         | Bàn          | Trận    | Bàn     | Trận | Bàn  | Trận      | Bàn       |
| ------------------- | ------------------- | ------------------- | -------- | -------- | ------------ | ------------ | ------- | ------- | ---- | ---- | --------- | --------- |
| FC Kärnten          | 2006–07             | Erste Liga          | 4        | 1        | 0            | 0            | –       | –       | –    | –    | 4         | 1         |
| FC Kärnten          | 2007–08             | Erste Liga          | 29       | 1        | –            | –            | –       | –       | –    | –    | 29        | 1         |
| FC Kärnten          | Tổng cộng           | Tổng cộng           | 33       | 2        | 0            | 0            | –       | –       | –    | –    | 33        | 2         |
| Wiener Neustadt     | 2008–09             | Erste Liga          | 26       | 7        | 4            | 1            | –       | –       | –    | –    | 30        | 8         |
| Wiener Neustadt     | 2009–10             | Bundesliga          | 30       | 0        | 3            | 0            | –       | –       | –    | –    | 33        | 0         |
| Wiener Neustadt     | 2010–11             | Bundesliga          | 25       | 5        | 1            | 0            | –       | –       | –    | –    | 26        | 5         |
| Wiener Neustadt     | Tổng cộng           | Tổng cộng           | 81       | 12       | 8            | 1            | –       | –       | –    | –    | 89        | 13        |
| Rapid Wien          | 2011–12             | Bundesliga          | 23       | 7        | 2            | 0            | 0       | 0       | –    | –    | 25        | 7         |
| Rapid Wien          | 2012–13             | Bundesliga          | 32       | 6        | 4            | 2            | 8       | 0       | –    | –    | 44        | 8         |
| Rapid Wien          | 2013–14             | Bundesliga          | 30       | 11       | 1            | 0            | 9       | 1       | –    | –    | 40        | 12        |
| Rapid Wien          | Tổng cộng           | Tổng cộng           | 85       | 24       | 7            | 2            | 17      | 1       | –    | –    | 109       | 27        |
| Cardiff City        | 2014–15             | Championship        | 3        | 0        | 0            | 0            | –       | –       | 2    | 1    | 5         | 1         |
| 1. FC Nürnberg      | 2014–15             | 2. Bundesliga       | 14       | 6        | 0            | 0            | –       | –       | –    | –    | 14        | 6         |
| 1. FC Nürnberg      | 2015–16             | 2. Bundesliga       | 33       | 13       | 3            | 1            | –       | –       | 2    | 0    | 38        | 14        |
| 1. FC Nürnberg      | 2016–17             | 2. Bundesliga       | 16       | 14       | 2            | 0            | –       | –       | –    | –    | 18        | 14        |
| 1. FC Nürnberg      | Tổng cộng           | Tổng cộng           | 63       | 33       | 5            | 1            | –       | –       | 2    | 0    | 70        | 34        |
| FC Schalke 04       | 2016–17             | Bundesliga          | 18       | 9        | 2            | 0            | 5       | 3       | –    | –    | 25        | 12        |
| FC Schalke 04       | 2017–18             | Bundesliga          | 32       | 11       | 5            | 2            | –       | –       | –    | –    | 37        | 13        |
| FC Schalke 04       | 2018–19             | Bundesliga          | 24       | 4        | 3            | 0            | 6       | 1       | –    | –    | 33        | 5         |
| FC Schalke 04       | Tổng cộng           | Tổng cộng           | 74       | 24       | 10           | 2            | 11      | 4       | –    | –    | 95        | 30        |
| Tổng cộng sự nghiệp | Tổng cộng sự nghiệp | Tổng cộng sự nghiệp | 337      | 95       | 30           | 6            | 28      | 5       | 4    | 1    | 399       | 107       |

### Quốc tế
Tính đến 10 tháng 6 năm 2019
| Áo        | Áo   | Áo  |
| Năm       | Trận | Bàn |
| --------- | ---- | --- |
| 2012      | 5    | 0   |
| 2013      | 2    | 0   |
| 2014      | 0    | 0   |
| 2015      | 0    | 0   |
| 2016      | 2    | 0   |
| 2017      | 5    | 1   |
| 2018      | 9    | 0   |
| 2019      | 2    | 1   |
| Tổng cộng | 25   | 2   |

### Bàn thắng quốc tế
| #  | Ngày                | Địa điểm                                | Đối thủ  | Bàn thắng | Kết quả | Giải đấu                 |
| -- | ------------------- | --------------------------------------- | -------- | --------- | ------- | ------------------------ |
| 1. | 6 tháng 10 năm 2017 | Sân vận động Ernst Happel, Vienna, Áo   | Serbia   | 1–1       | 3–2     | Vòng loại World Cup 2018 |
| 2. | 7 tháng 6 năm 2019  | Sân vận động Wörthersee, Klagenfurt, Áo | Slovenia | 1–0       | 1–0     | Vòng loại Euro 2020      |